# George Papanicolaou (mathématicien)
Pour les articles homonymes, voir Georgios Papanicolaou.
Geórgios Papanikoláou (grec moderne : Γεώργιος Παπανικολάου), ou à l’étranger George C. Papanicolaou, né le 23 janvier 1943 à Athènes, est un mathématicien grec et américain connu pour ses travaux sur les équations différentielles, les processus stochastiques, les mathématiques appliquées et les mathématiques financières.

## Biographie
George C. Papanicolaou obtient son doctorat au Courant Institute of Mathematical Sciences en 1969. Il devient enseignant dans cet institut, d'abord comme professeur assistant (1969-1973), puis professeur associé (1973-1976) et comme professeur titulaire (1973-1993). De 1979 à 1993 il y dirige la division propagation des ondes et mathématiques appliquées.
En 1993 il devient professeur à l'université Stanford, titulaire de la chaire Robert Grimmett à partir de 1997.
Parmi ses doctorants figurent notamment : Liliana Borcea, Russel E. Caflisch, Deborah Berebichez, Kenneth M. Golden.

## Distinctions
- Membre de l'Académie américaine des arts et des sciences (2000)
- Membre de l'Académie nationale des sciences (États-Unis) (2000)
- Conférence von Neumann du SIAM (2006).
- Fellow du SIAM (2009).
- Prix William Benter en mathématiques appliquées (2010).
- Docteur honoris causa de l'université Paris-Diderot (2011).
- Fellow de l'American Mathematical Society[2] (Inaugural class[3], 2011).
- Conférence Gibbs (2011).

## Ouvrages
- (en) A. Bensoussan, J.-L. Lions et G. Papanicolaou, Asymptotic Analysis for Periodic Structures, Amsterdam, North-Holland, 1978 (ISBN 9780080875262, lire en ligne)
- (en) J.-P. Fouque, J. Garnier, G. Papanicolaou et K. Sølna, Wave Propagation and Time Reversal in Randomly Layered Media, Springer Science & Business Media, 2007 (ISBN 0387498087)
- (en) J.-P. Fouque, G. Papanicolaou, R. Sircar et K. Sølna, Multiscale Stochastic Volatility for Equity, Interest Rate, and Credit Derivatives, Cambridge University Press, 2011 (ISBN 9780521843584)
- (en) J. Garnier et G. Papanicolaou, Passive Imaging with Ambient Noise, Cambridge University Press, 2016 (ISBN 1-10713-563-X)